# Dorfkirche Neuendorf im Sande

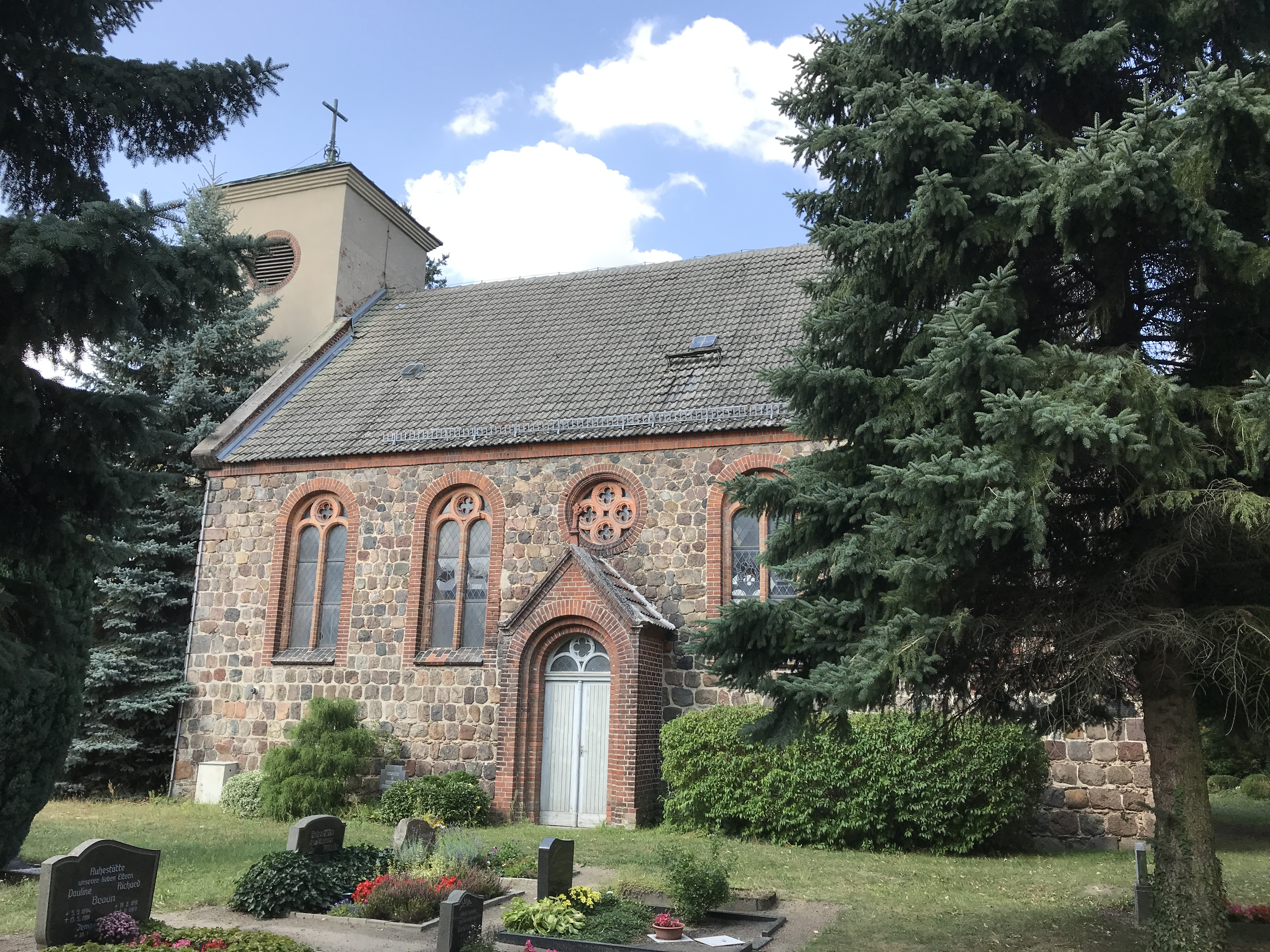
Dorfkirche Neuendorf im Sande

Die evangelische Dorfkirche Neuendorf im Sande ist eine Feldsteinkirche in Neuendorf im Sande, einem Ortsteil der Gemeinde Steinhöfel im Landkreis Oder-Spree im Land Brandenburg. Die Kirchengemeinde gehört zum Kirchenkreis Oderland-Spree der Evangelischen Kirche Berlin-Brandenburg-schlesische Oberlausitz.

## Lage

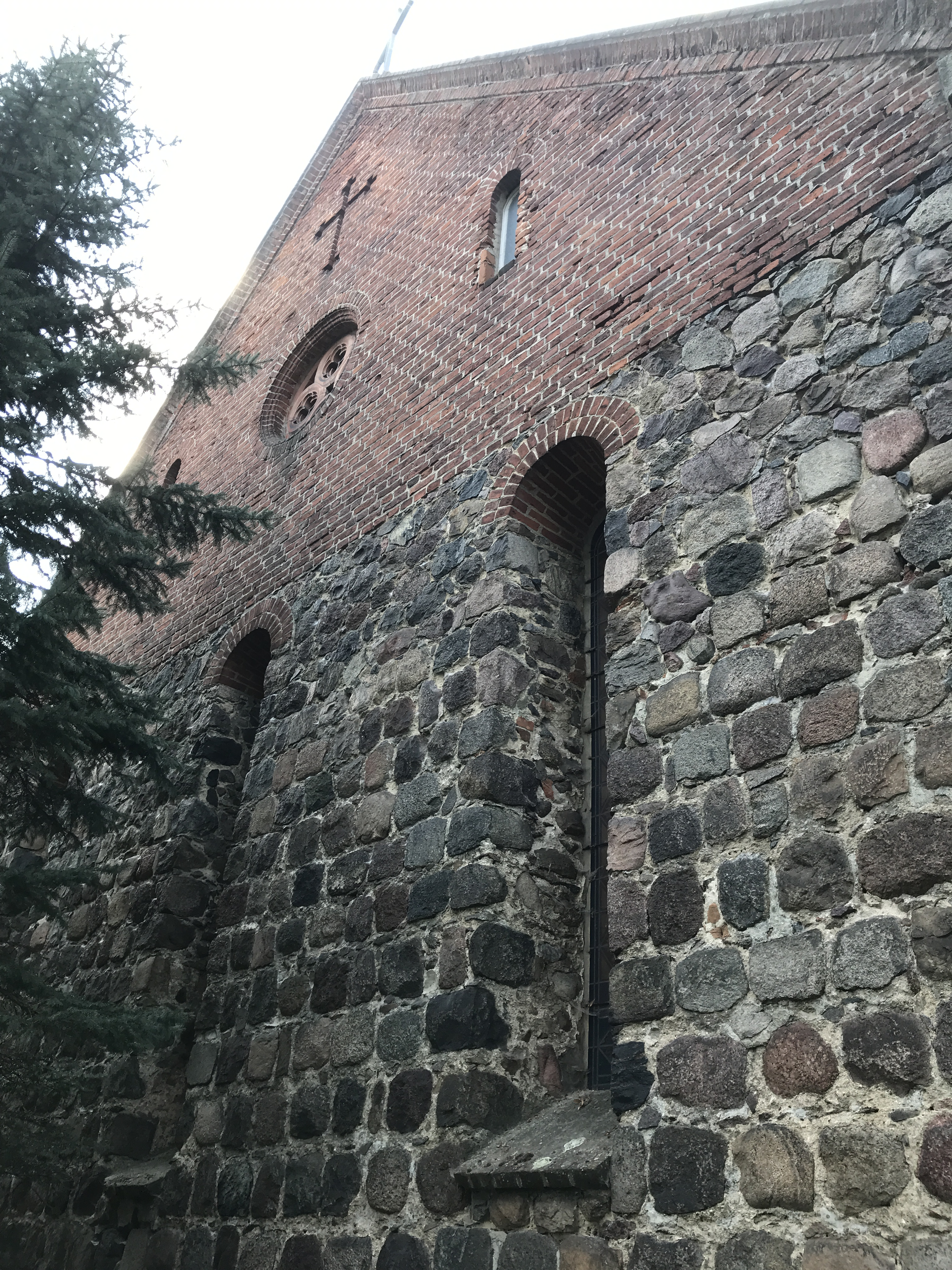
Ansicht von Osten

Die Alte Dorfstraße führt von Norden kommend auf den historischen Dorfkern zu. Dort verläuft sie weiter in südlicher Richtung und umspannt mit dem östlich gelegenen Kräuterweg den Dorfanger. Auf dieser Fläche steht die Kirche auf einem Grundstück mit einem umgebenden Kirchfriedhof, der mit einer Mauer aus unbehauenen und nicht lagig geschichteten Feldsteinen eingefriedet ist.

## Geschichte
Der Sakralbau in Neuendorf, das 1285 erstmals urkundlich erwähnt wurde, entstand in der zweiten Hälfte des 13. Jahrhunderts. Um 1870/1880 wurde er im Rundbogenstil „qualitätsvoll überformt“, wie das Dehio-Handbuch anmerkt. Dabei wurde auch die Kirchenausstattung ausgetauscht. 1938 musste die Kirchengemeinde den Beschluss fassen, „in Liebe und Treue zu ihrem Vaterland“ den Kirchturm zu verkürzen. Damit konnten Flugzeuge gefahrloser die Einflugschneise zum Flughafen Fürstenwalde nutzen.

## Baubeschreibung

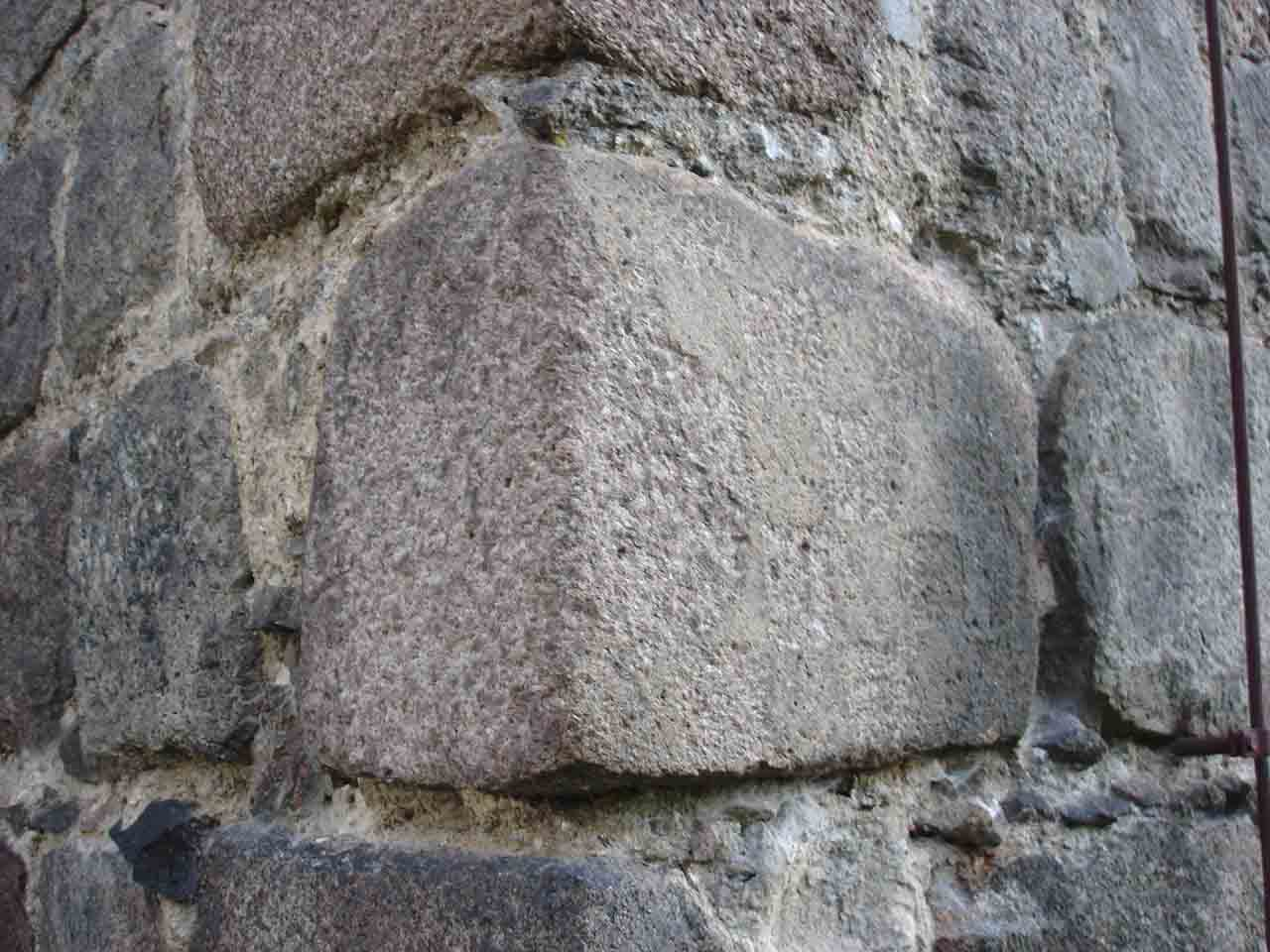
Schachbrettstein

Der ursprüngliche Bau wurde aus Feldsteinen errichtet, die weitgehend sorgfältig behauen und überwiegend lagig geschichtet wurden. Die Überformung erfolgte meist mit rötlichem Mauerstein, der einen starken Kontrast zu den dunklen Steinen herstellt. Die als qualitätvoll bezeichnete Arbeit zeigt sich beispielsweise im Rechteckchor. An seiner Ostwand ist eine Dreifenstergruppe, deren untere Laibung aus der Bauzeit der Kirche stammen dürfte. Im oberen Bereich am Übergang zum Giebel wurden Rundbögen aus Mauerstein angesetzt, die die vermutlich ursprünglich spitzbogige Form ersetzten. Links und rechts neben dem mittleren Fenster sind Ausbesserungsarbeiten erkennbar, die in Feldsteinen ausgeführt wurden. Der Giebel wurde aus Mauerstein errichtet. Mittig ist ein großes Ochsenauge mit vier Vierpässen, darüber ein gemauertes Kreuz. Neben dem Fenster ist je ein kleines Rundbogenfenster.
Das Kirchenschiff hat einen rechteckigen Grundriss. An der Nordseite sind fünf große Rundbogenfenster, die gleichmäßig über die Fassade verteilt wurden. Die Rahmung erfolgte mit rötlichem Mauerstein. In jedem Fenster ist wiederum Maßwerk mit einem oben liegenden Vierpass verbaut. Zwischen den Fenstern sind teilweise Ausbesserungsarbeiten erkennbar. Es ist denkbar, dass im Schiff ursprünglich drei oder vier spitzbogenförmige Fenster verbaut waren. An der Südseite sind vier Fenster verbaut. Mittig ist eine kleine Vorhalle. Sie hat einen rechteckigen Grundriss und eine Rundbogenpforte an ihrer Südseite. Oberhalb der Vorhalle ist ein weiteres Ochsenauge mit vier Vierpässen. Auch an dieser Seite sind die unteren Lagen sorgfältig geschichtet und dürften damit aus der Bauzeit stammen. Oberhalb sind Ausbesserungsarbeiten aus Feldsteinen erkennbar. Am Übergang zum schlichten Satteldach ist ein umlaufender Fries aus rötlichem Mauerstein. An der südöstlichen und nordöstlichen Ecke ist je ein Schachbrettstein.
Der Westturm hat einen quadratischen Grundriss und ist gegenüber dem Schiff stark eingezogen. An seiner Westseite ist ein prächtiges, vierfach getrepptes Gewände aus Mauerstein, das eine Rundbogenpforte einfasst. Der untere Teil des Baukörpers wurde aus sorgfältig geschichteten Feldsteinen erbaut. Das obere Geschoss ist mit einem umlaufenden Fries aus Mauerstein abgetrennt. Darüber erhebt sich ein schlichter, grau verputzter Aufbau mit einer hochrechteckigen Öffnung im Westen. Im Glockengeschoss sind vier schlichte und kreisförmige Klangarkaden, darüber ein flaches Pyramidendach mit Kreuz.

## Ausstattung
Die Kirchenausstattung stammt einheitlich aus dem 19. Jahrhundert, darunter auch das Kirchengestühl. Auf der Westempore steht eine Orgel, die Wilhelm Sauer um 1875 erbaute.
Das Bauwerk ist in seinem Innern flach gedeckt.